# Rupan Sansei - Yokokuhen Collection '71-'95
Rupan Sansei - Yokokuhen Collection '71-'95 (ルパン三世 予告編コレクション'７１～'９５?, Rupan Sansei - Yokokuhen Korekushon '71~'95), noto anche come Lupin The Third - Trailer History, è un OAV giapponese di Lupin III, il famoso ladro creato da Monkey Punch.
Si tratta di una raccolta di trailer su Lupin III dal 1971 al 1994 pubblicata il 1º marzo 1995 su VHS e Laserdisc.

## Contenuto
- Trailer di tutti i 23 episodi de Le avventure di Lupin III
- Trailer di tutti i 155 episodi de Le nuove avventure di Lupin III
- Trailer del film Lupin III
- Trailer di Lupin III - Il castello di Cagliostro
- Trailer di tutti i 50 episodi di Lupin, l'incorreggibile Lupin
- Trailer di Lupin III - La leggenda dell'oro di Babilonia
- Trailer di Lupin III - Bye Bye Liberty: Scoppia la crisi!
- Trailer di Lupin III - Ruba il dizionario di Napoleone!
- Trailer di Lupin III - Il mistero delle carte di Hemingway
- Trailer di Lupin III - Il tesoro degli zar
- Trailer di Lupin III - Viaggio nel pericolo
- Trailer di Lupin III - Spada Zantetsu, infuocati!